# Çarhan
Çarhan (ryska: Чарган) är en ort i Azerbajdzjan.   Den ligger i distriktet Şamaxı, i den centrala delen av landet, 110 km väster om huvudstaden Baku. Çarhan ligger 665 meter över havet och antalet invånare är 2 600.
Terrängen runt Çarhan är huvudsakligen kuperad, men den allra närmaste omgivningen är platt. Närmaste större samhälle är Shamakhi, 8,8 km norr om Çarhan. 
Trakten runt Çarhan består till största delen av jordbruksmark. Runt Çarhan är det ganska glesbefolkat, med 31 invånare per kvadratkilometer.